# Barnardoscia maculata
Barnardoscia maculata är en kräftdjursart som beskrevs av Stefano Taiti och Franco Ferrara 1982. Barnardoscia maculata ingår i släktet Barnardoscia och familjen Philosciidae. Inga underarter finns listade i Catalogue of Life.